# St. Veit (Unterglauheim)

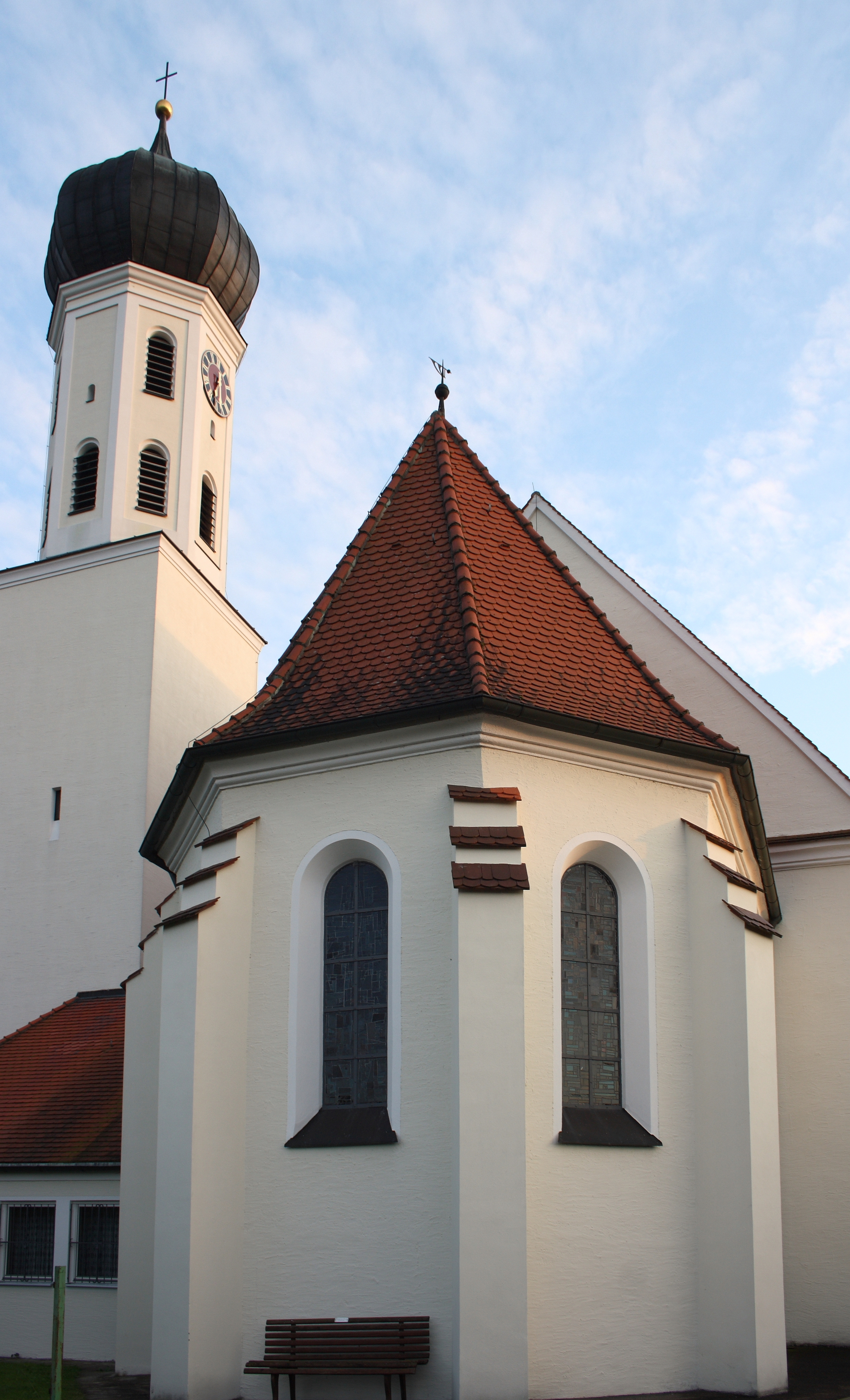
Kirche St. Veit in Unterglauheim

Die katholische Pfarrkirche St. Veit in Unterglauheim, einem Gemeindeteil von Blindheim im Landkreis Dillingen an der Donau in Bayern, ist ein Bau aus dem 20. Jahrhundert. Die Kirche ist ein geschütztes Baudenkmal.

## Geschichte und Architektur
Die dem heiligen Veit geweihte Kirche wurde an der Stelle eines Vorgängerbaus aus dem Jahre 1736 errichtet. Der Saalbau wurde 1921 begonnen und 1923 fertiggestellt. Er besitzt ein Tonnengewölbe und einen eingezogenen, dreiseitig geschlossenen Chor. Der freistehende Turm mit einem quadratischen Unterbau und einem zweigeschossigen Oktogon wird von einer Zwiebelhaube bekrönt. Der Westgiebel ist mit Voluten in Neurenaissanceformen geschmückt.

## Ausstattung
Die Kirchenausstattung ist aus der Zeit des Neubaus.